# Luftschiffbau Zeppelin
La Luftschiffbau Zeppelin GmbH è una azienda tedesca, fondata nel 1908 da Ferdinand von Zeppelin, per produrre dirigibili.
La Zeppelin GmbH è oggi un gruppo industriale internazionale, attivo soprattutto nella costruzione di macchinari per l'edilizia.

## Storia
Nel 1908 dopo la Zeppelinspende des deutschen Volkes viene creata la Fondazione Zeppelin e fondata la Luftschiffbau Zeppelin GmbH con un capitale di 6.096.555 marchi. Il direttore era Alfred Colsman. Ludwig Dürr diventa direttore tecnico l'8 luglio 1913. Nel 1909 nasce la Carbonium GmbH. Doveva fornire l'idrogeno per i dirigibili; andò distrutta il 19 luglio 1910 e fu sostituita dal 1914 da un'altra fabbrica di idrogeno tuttora attiva.
Il conte Zeppelin e Karl Maybach fondarono a Bissingen/Enz, il 23 marzo 1909, la Luftfahrzeug-Motorenbau GmbH, per la produzione di motori per dirigibili; trasferita a Friedrichshafen nel 1912 e rinominata dapprima Motorenbau GmbH Friedrichshafen, poi, dal maggio 1918, Maybach-Motorenbau GmbH. Costruì tutti i motori degli zeppelin fino all'LZ 127. Attiva tutt'oggi sotto il nome MTU Friedrichshafen. Il 16 novembre 1909: fondazione della DELAG, prima compagnia aerea del mondo. Comprò è utilizzò la maggior parte dei dirigibili civili prodotti dalla Luftschiffbau Zeppelin GmbH. Nel 1912 Fondazione della Flugzeugwerke Friedrichshafen GmbH ad opera di Theodor Kober, che già dal 1908 produceva idrovolanti per conto di Zeppelin.
Nel 1914 un collaboratore di Zeppelin, Claude Dornier, entrato nella ditta nel 1910, fonda la Dornier Metallbauten GmbH, per costruire, su incarico del conte Zeppelin, gondole interamente di metallo per i dirigibili. Nel 1915 fu fondata la Zahnradfabrik GmbH per costruire le componenti atte alla motorizzazione degli Zeppelin. Divenne nel 1921 la Zahnradfabrik Friedrichshafen AG, oggi ZF Friedrichshafen. Nel 1917 Hanns Klemm fece domanda come statico e costruttore di strutture in acciaio, sotto la direzione di Claude Dornier, e divenne, anche se solo per breve tempo, capo di dipartimento di ricerca, iniziando la sua carriera nel mondo del volo. Fino alla prima guerra mondiale l'azienda aveva completato 21 esemplari di Zeppelin (dall'LZ 5 al LZ 25). Alcuni andarono alla DELAG, altri alle forze armate tedesche. Sorsero inoltre nello stesso periodo una serie di altre aziende e compagnie, come per esempio la Zeppelin Wohlfahrt GmbH.

## Prima guerra mondiale
La Luftschiffbau Zeppelin GmbH costruì zeppelin da guerra in numero progressivo dal LZ 26 al LZ 114 in diversi luoghi della Germania.
In quel periodo Friedrichshafen si sviluppò  come centro produttivo di armamenti, non ultima per importanza era la produzione di aeroplani. Nel 1918 circa 4000 operai lavoravano alla costruzione degli zeppelin.

## Tra le guerre

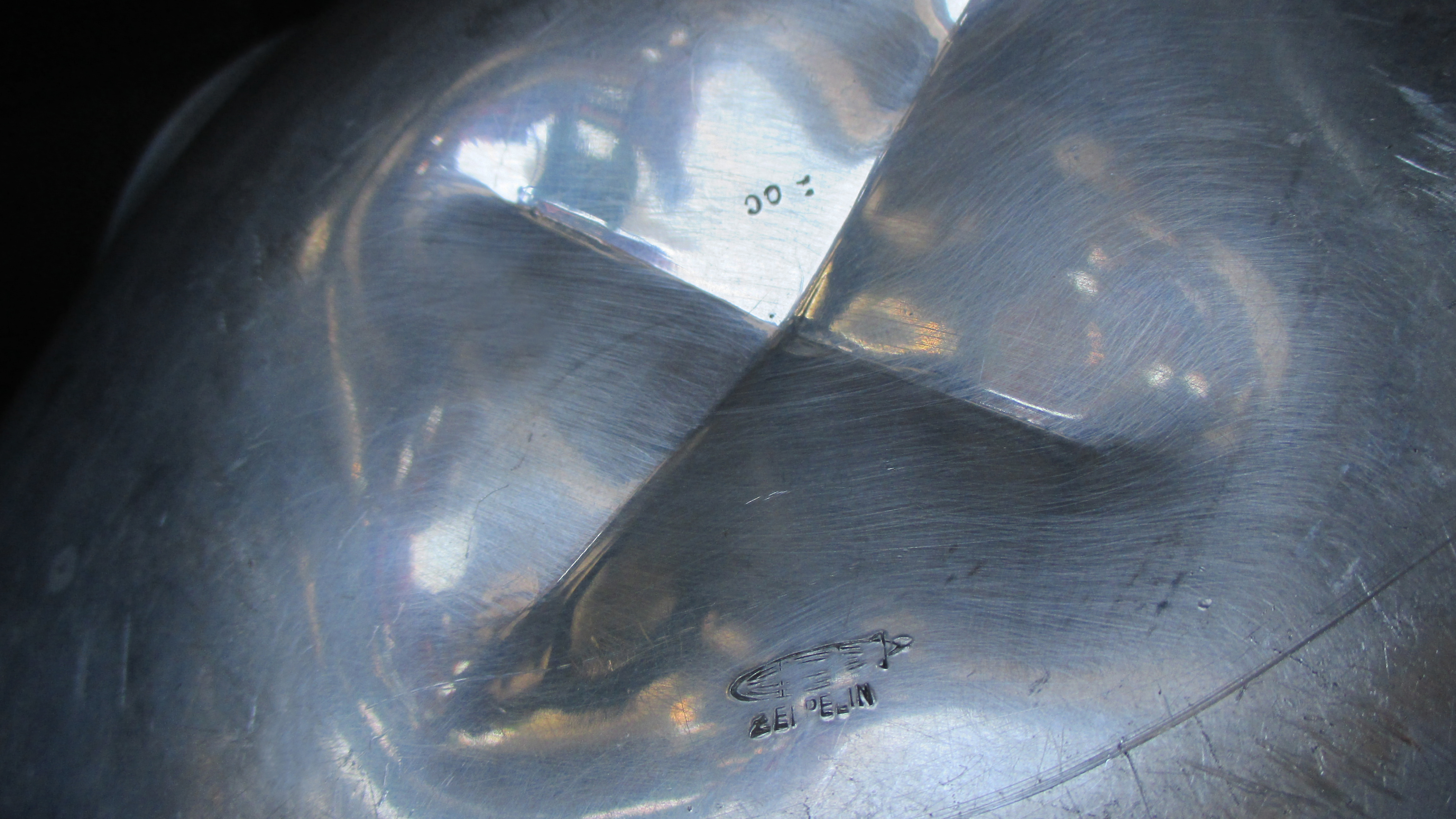
Luftschiffbau Zeppelin – Retro del piatto da cucina del servizio di una aeronave

Dopo la fine della prima guerra mondiale, il numero degli zeppelin crollò. La costruzione di dirigibili in Germania fu proibita dal trattato di Versailles, ed i dirigibili sopravvissuti dovettero essere consegnati in mano alleata. Molti dirigibili furono smontati.
Nel 1919 fu costruito un nuovo dirigibile.
Il più piccolo Zeppelin mai costruito in quell'epoca, l'LZ 120 Bodensee, decollò nell'agosto del 1919 per la prima volta. Dopo una stagione il dirigibile dovette essere riparato. Non se la passava meglio la nave sorella, l'LZ 121 Nordstern. Fabbricata nel 1920 avrebbe compiuto solo un breve viaggio di prova sul Bodensee, per finire spedito in Francia nel 1921, nell'ambito delle riparazioni di guerra.
Nel 1921 fu fondata la Aero-Union AG. Azionisti erano la AEG e la Hapag per il 40%, e la Luftschiffbau Zeppelin GmbH con un 20%.
Nel biennio 1922-1923 giunse la commessa per la costruzione di un grande dirigibile. Lo LZ 126 fu costruito per la marina degli USA e fu ribattezzato ZR-3 USS Los Angeles.
Il dirigibile LZ 127 Graf Zeppelin fu costruito per la DELAG dopo la fine delle limitazioni.
Il dirigibile, battezzato con il nome del fondatore dell'azienda, sarà uno dei più noti dirigibili tedeschi di tutti i tempi e pioniere dei voli di linea transatlantici.
Sarà l'ultimo dirigibile che la DELAG acquisterà dalla Luftschiffbau Zeppelin GmbH.
Nel 1928 ricevette dalla Good Year Zeppelin Corporation, nella quale la tedesca Luftschiffbau Zeppelin GmbH aveva una partecipazione per i due terzi, la commessa per la costruzione di due grandi dirigibili, lo USS Akron e lo USS Macon per un valore di otto milioni di dollari. Entrambi i dirigibili furono usati dalla marina statunitense come portaerei volanti.
La Deutsche Zeppelin Reederei fu fondata nel 1935 con partecipazione statale del Reich tedesco. Doveva fornire l'LZ 129 Hindenburg.
La nave sorella dell’Hindenburg, l'LZ 130 Graf Zeppelin II fu costruito nel 1938 e fu l'ultimo dirigibile prodotto fino ad oggi. Furono i due più grandi dirigibili mai costruiti.

## Seconda guerra mondiale
Durante la seconda guerra mondiale Friedrichshafen divenne uno dei più importanti centri per la produzione di armamenti del Terzo Reich. La Luftschiffbau Zeppelin GmbH produsse impianti Radar, bussole, paracadute parti di aeroplano e di missile (in particolare i V2). Qui si trovava uno dei lager esterni facenti capo al campo di concentramento di Dachau, (denominato KZ Friedrichshafen), dove i prigionieri venivano costretti a lavorare per la Zeppelin.
Nel 1944 gli impianti presso Friedrichshafen saranno bombardati dagli Alleati.

## Dopo la seconda guerra mondiale
Dopo la fine della guerra ci fu un'interruzione nella produzione di dirigibili, tuttavia l'azienda si sviluppò in quello che sarebbe divenuto il Gruppo Zeppelin.
Sotto la gestione Zeppelin verranno costruite macchine per l'edilizia, che faranno conoscere il gruppo a livello mondiale.
Un ulteriore componente del gruppo Zeppelin sorse con la privatizzazione della Zeppelin Metallwerke GmbH, che oggi lavora con il nome
Zeppelin Mobile Systeme GmbH.
Si occupa della realizzazione di container a costruzione rapida. Questi ripari in alluminio multiuso, trovano applicazione in campo militare e negli ospedali da campo.

## Nuovi dirigibili negli anni novanta
- 1990 rilascio del brevetto "Dirigibile semirigido con involucro a pressione controllata" per la Luftschiffbau Zeppelin GmbH.
- 1993 La Zeppelin Luftschifftechnik GmbH (ZLT) è fondata dalla Luftschiffbau Zeppelin GmbH e dalla ZF Friedrichshafen AG come azionisti di maggioranza. Sviluppano e costruiscono dirigibili del tipo Zeppelin NT.
- 2001 Neofondazione della Deutsche Zeppelin-Reederei (2001) (DZR) totalmente a carico della ZLT, si occupano dei dirigibili Zeppelin NT.